# Adalberto da Prússia (1884–1948)
Adalberto da Prússia (em alemão: Adalbert Ferdinand Berengar Viktor Prinz von Preußen; 14 de julho de 1884 - 22 de setembro de 1948) era filho do Kaiser Guilherme II da Alemanha e da sua esposa, a princesa Augusta Vitória de Eslésvico-Holsácia.

## Casamento

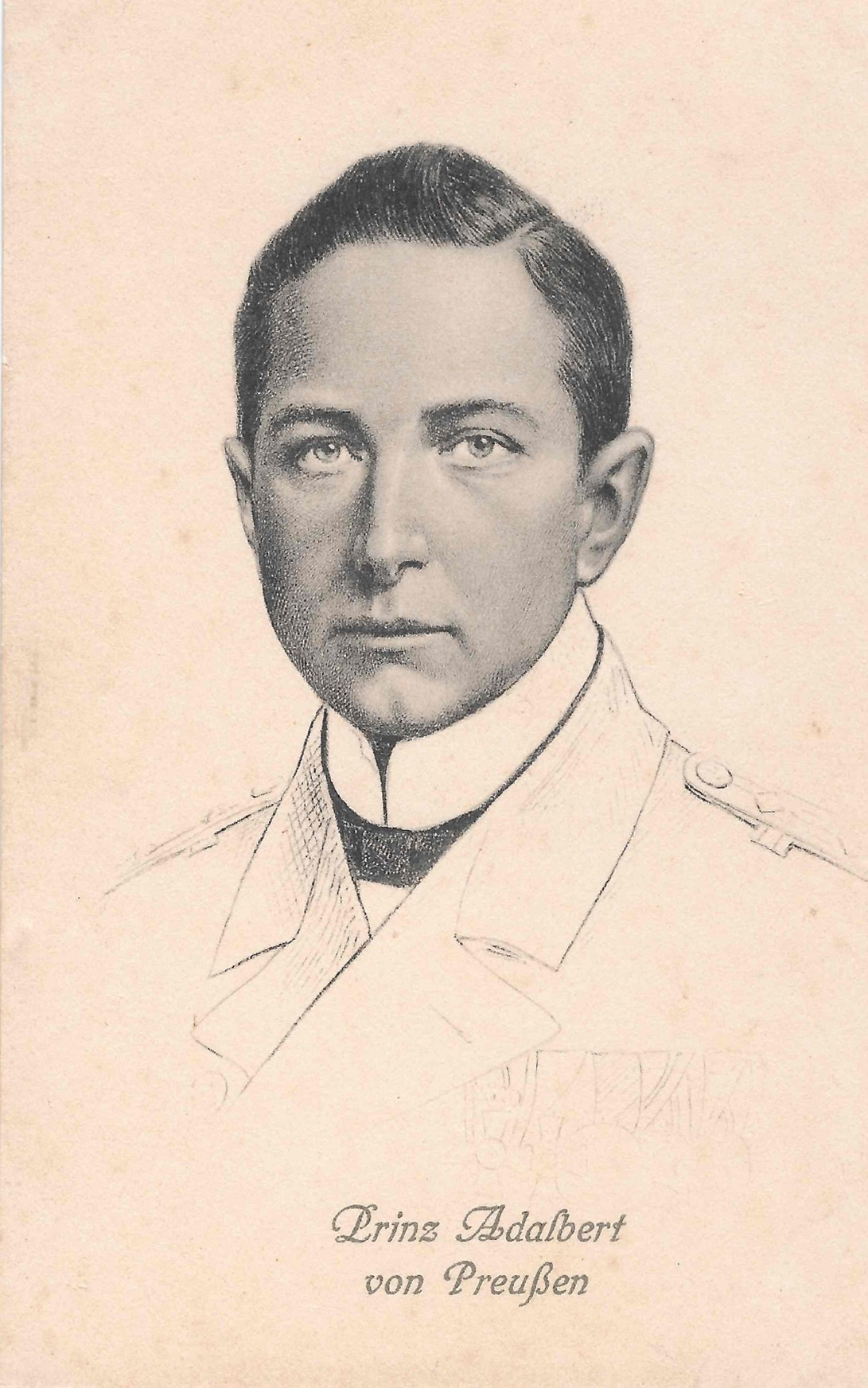
Príncipe Adalberto da Prússia (Coleção Gabriel Dorneles).

Casou-se com a princesa Adelaide de Saxe-Meiningen (16 de agosto de 1891 - 25 de abril de 1971) no dia 3 de agosto de 1914 em Wilhelmshaven na Alemanha. Tiveram três filhos.

## Descendência
- Vitória Marina, natimorto (4 de setembro de 1915)

- Vitória Marina da Prússia (11 de setembro de 1917 - 21 de janeiro de 1981). Casou-se com um advogado americano, Kirby Patterson, e teve filhos.

- Guilherme Vítor da Prússia (15 de fevereiro de 1919 - 7 de fevereiro de 1989). Casou-se com a condessa Marie Antoinette Hoyos em Donaueschingen no dia 20 de julho de 1944. Tiveram dois filhos:
  - Maria Luísa (18 de setembro de 1945). Casou-se em Donaueschingen a 22 de maio de 1971 com o conde Rudolf von Schönburg-Glauchau (n. 25 de setembro de 1932). Teve filhos;
  - Adalberto Alexandre Frederico Joaquim Cristiano (n. 4 de março de 1948). Casou-se em Gletorf a 14 de junho de 1981 com Eva Maria Kudicke (n. Shahi, Irão; 30 de junho de 1951). Tiveram filhos.